# Marble House
Marble House est un manoir construit à la période de prospérité américaine surnommée l'Âge d'or (Gilded Age) et situé au 596 Bellevue Avenue à Newport, dans le Rhode Island. Conçu par l'architecte Richard Morris Hunt, c'est aujourd'hui un musée ouvert au public et géré par la société de conservation du comté de Newport. Pour une maison américaine, il était sans précédent dans la conception et l'opulence quand il a été construit. Son portique avant, qui sert également de porte cochère, ressemble à celle de la Maison-Blanche.

## Histoire
Le manoir a été construit comme un « chalet » pour les villégiatures d'été entre 1888 et 1892, à la demande d'Alva et William Kissam Vanderbilt. La construction du manoir déclencha la transformation de Newport. La petite ville tranquille aux maisons en bois, devient alors une véritable station estivale avec l'apparition de nombreux palais opulents. Le manoir de cinquante pièces exigeait un personnel de trente-six domestiques, y compris les majordomes, servantes, cochers et valets. Le manoir a coûté 11 millions de dollars (ce qui équivaut à 260 millions en dollars de 2009) dont 7 millions ont été dépensés sur 14 000 mètres carrés de marbre,. Le frère aîné de William, Cornelius Vanderbilt II, construit ensuite le plus grand des « chalets » de Newport, The Breakers, entre 1893 et 1895.
Lorsqu'Alva divorça de William Vanderbilt en 1895, elle possédait déjà Marble House (reçu en tant que présent pour son 39e anniversaire). Après son remariage en 1896 à Oliver Belmont, elle déménagea dans la maison de Belmont, à Belcourt. Après la mort de ce dernier, elle rouvrit Marble House et y ajouta la maison de thé chinoise sur la falaise en bord de mer, où elle organisa des rassemblements en faveur du suffrage des femmes. 

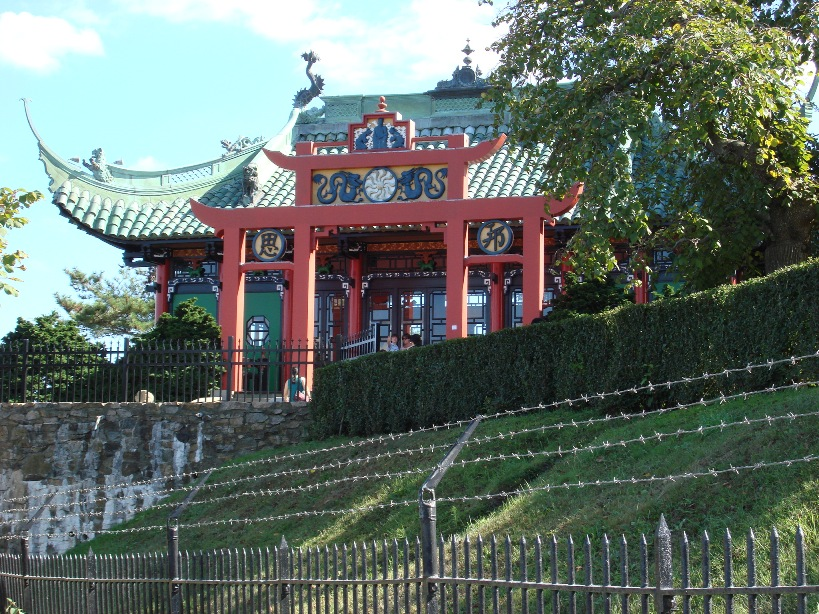
La Maison de thé.

Alva Belmont ferma le manoir de façon permanente en 1919, quand elle déménagea en France pour se rapprocher de sa fille, Consuelo Vanderbilt. Là, elle partage son temps entre une maison de ville de Paris, une villa sur la Côte d'Azur, et le château d'Augerville, qu'elle fit restaurer. Elle vendit Marble House à Frederick H. Prince en 1932, moins d'un an avant sa mort. En 1963, la société de conservation du comté de Newport acheta le manoir, grâce au financement fourni par Harold Stirling Vanderbilt, le plus jeune fils du couple Vanderbilt. La famille Prince fit don des meubles du manoir directement à la société de conservation.
Le manoir a été ajouté au registre national des lieux historiques, le 10 septembre 1971. Le ministère de l'Intérieur désigna la résidence comme monument historique national le 17 février 2006. Le quartier historique de Bellevue Avenue, qui comprend Marble House et bien d'autres demeures historiques de Newport, a été ajouté au registre le 8 décembre 1972. Marble House fut par la suite désigné comme Historic District National Landmark, le 11 mai 1976.

## Conception
Marble House est l'un des premiers exemples de l'architecture Beaux-Arts aux États-Unis, avec un design inspiré du Petit Trianon au château de Versailles. Jules Allard et Fils, à Paris, d'abord embauchés par les Vanderbilt pour concevoir certains des intérieurs pour leur Petit Château sur la Cinquième Avenue à Manhattan, imagina également les intérieurs d'inspiration française de Marble House. Les motifs ont été conçus par l'architecte paysagiste Ernest W. Bowditch.
La maison est un bâtiment en forme de U. Bien que cela semble être une structure à deux étages, il est en réalité réparti sur quatre niveaux. Les zones de cuisine et de service sont situées au niveau du sous-sol, des salles de réception au rez-de-chaussée, chambres à coucher au deuxième étage, et les quartiers des serviteurs sur le niveau le plus élevé caché. La partie portante des murs est en briques, avec les faces extérieures en marbre blanc venant du village de Tuckahoe, dans le Comté de Westchester.
La façade de la maison dispose de baies qui sont définies par deux pilastres corinthiens. Les châssis des fenêtres sont cintrés au rez-de-chaussée et rectangulaires au second niveau sur la plupart de la façade. Une rampe de transport en marbre incurvé, menée par une fontaine semi-circulaire avec des masques grotesques, couvre toute la façade occidentale. Les masques servent de jets d'eau. Le centre de cette façade, face à Bellevue Avenue, dispose d'un portique tétrastyle corinthien monumental. Les façades nord et sud correspondent à l'ouest dans la conception de base. La façade est, face à l'océan Atlantique, est divisée en une aile de chaque côté. Ces ailes entourent une terrasse en marbre et sont entourées par une balustrade en marbre au rez-de-chaussée. La partie centrale de cette façade se distingue des autres, avec quatre baies au rez-de-chaussée surmontées de fenêtres cintrées au deuxième étage.
L'intérieur dispose d'un certain nombre de pièces remarquables. L'entrée possède deux portes de style baroque français, chacune pesant une tonne et demie. Les deux sont embellies par le monogramme "WV" mis en un médaillon ovale. Elles ont été faites à la John Williams Bronze Foundry à New York. La cage d'escalier est une pièce à deux étages qui dispose de murs et un grand escalier de marbre jaune de Sienne, dont les balustrades sont en fer forgé et bronze doré. Le garde-corps est basé sur des modèles à Versailles. Une peinture de plafond vénitien du XVIIIe siècle, avec des dieux et des déesses orne le plafond.

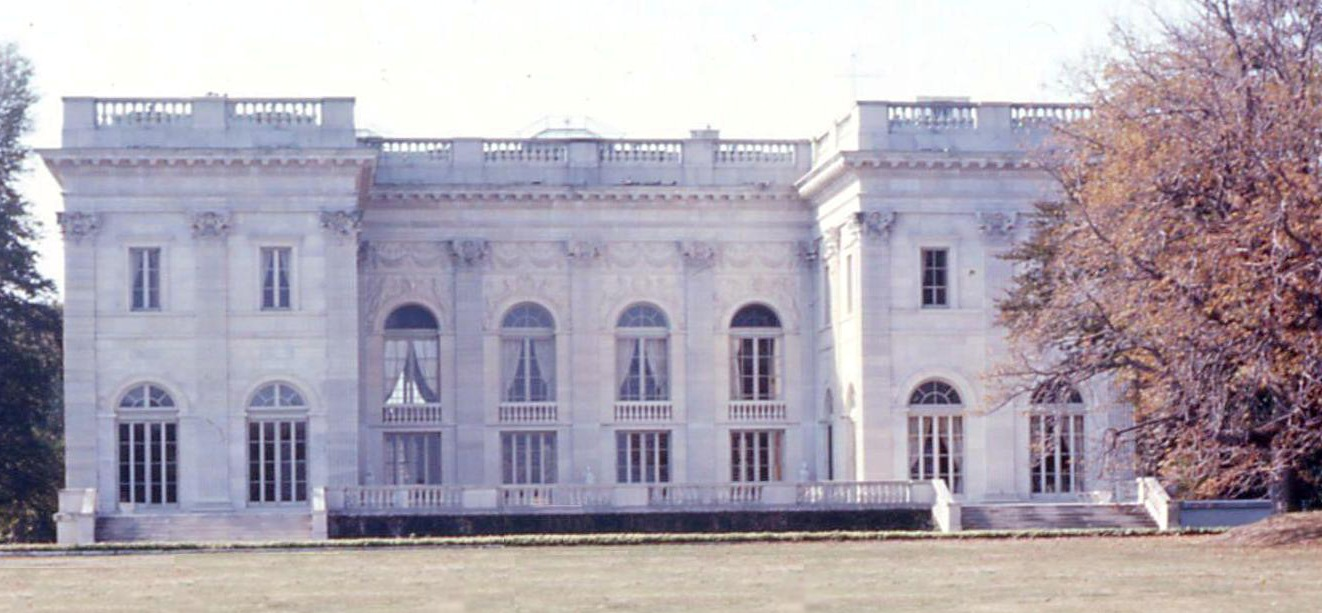
Façade arrière, face à l'océan.

L'architecte Richard Morris Hunt embaucha Giuseppe Moretti pour produire des frises et des statues en marbre pour l'intérieur, y compris les travaux sur les bas-reliefs de Hunt et Jules Hardouin-Mansart, l'architecte maître pour Louis XIV lors de la construction du château de Versailles; et qui se tenaient côte à côte sur le niveau de l'escalier de la mezzanine. Le Grand Salon, conçu par Allard et Fils, a servi de salle de bal et de réception. Conçu dans le style Louis XIV, il dispose de soie verte de velours d'ameublement et des rideaux. Les originaux ont été faits par Prelle. Les murs sont en bois sculpté et des panneaux dorés représentent des scènes de la mythologie classique, inspirées par les panneaux et les trophées qui ornent la galerie d'Apollon au Louvre. Le plafond comporte une peinture française du XVIIIe siècle à la manière de Pietro da Cortona représentant Minerve, avec un encadrement adapté du plafond de la chambre de la Reine à Versailles.

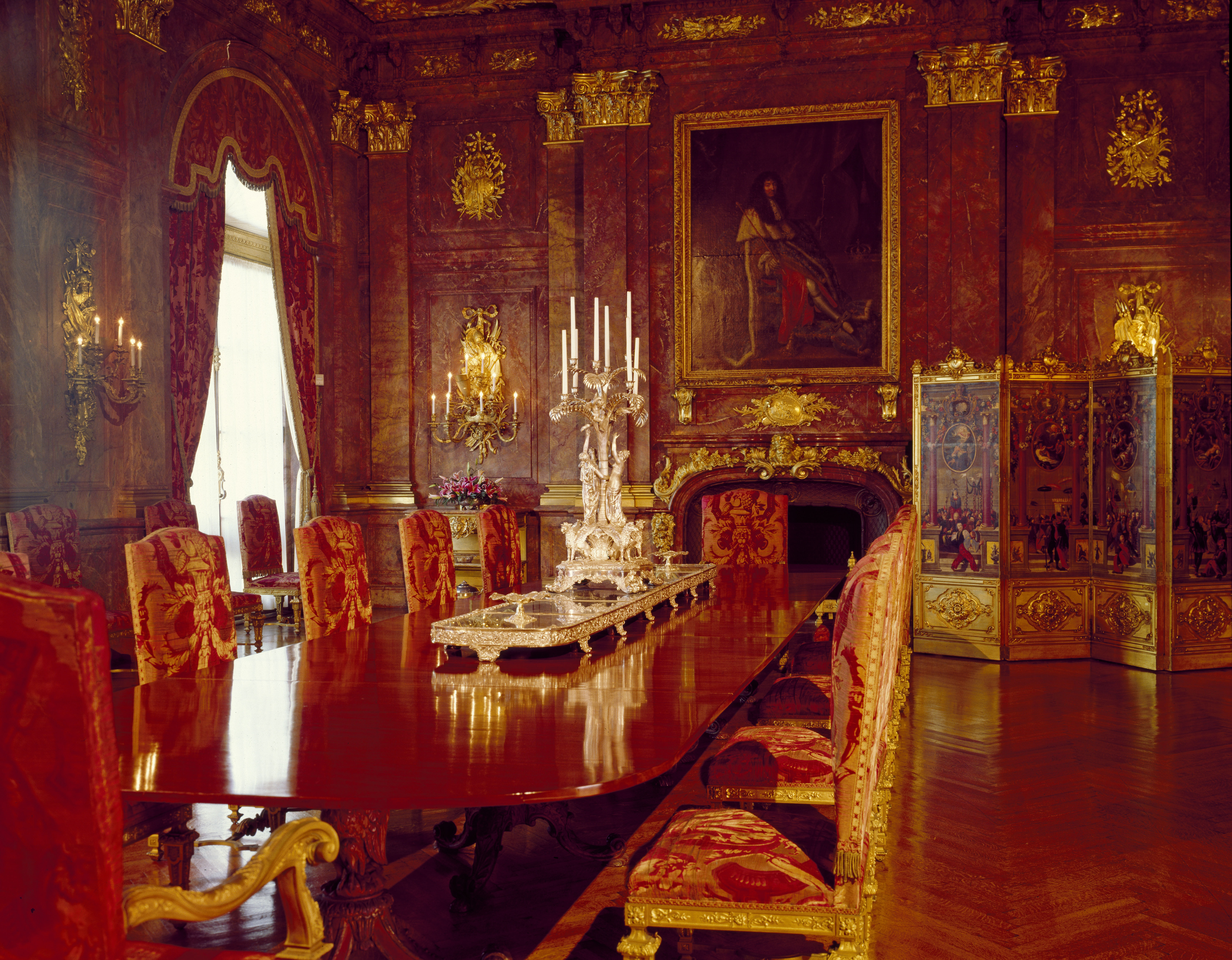
La salle à manger.

La salle gothique, dans le style néo-gothique, a été conçue pour afficher la collection d'objets décoratifs médiévaux et Renaissance d'Alva Vanderbilt. La cheminée en pierre dans la salle a été copiée par Allard et Fils dans la maison de Jacques Cœur à Bourges. Le mobilier fut fait par Gilbert Cuel. La bibliothèque est dans le style rococo. Elle servait à la fois comme chambre de réveil et de bibliothèque. Les portes et les bibliothèques, en noyer sculpté, étaient une collaboration entre Allard et Cuel. La salle à manger dispose de marbre numide rose, des chapiteaux, et des trophées en bronze doré. Le foyer est une réplique de celui du salon d'Hercule à Versailles. Le plafond est décoré avec un motif de chasse et de pêche, avec un plafond à la française du XVIIIe siècle dans le centre. La chambre à coucher d'Alva Vanderbilt, au deuxième étage, est dans le style Louis XIV. Le plafond de cette salle est orné de peinture à son plafond circulaire d'Athéna, peinte vers 1721 par Giovanni Antonio Pellegrini. Il était à l'origine dans la bibliothèque du palais Pisani Moretta à Venise.

## Lieu de tournage
Les intérieurs du manoir ont fait leur apparition dans plusieurs films ou séries télévisées. Quelques scènes pour la série de 1972-1973 : L'Amérique, le film de 1974 : Gatsby le Magnifique, la mini-série de 1995 : The Buccaneers, le film de 1997 : Amistad et le film de 2008 : 27 robes y ont été tournées. À l'été 2012, Victoria Secret y filma une de ses publicités.